# Marcel Grossmann
Pour les articles homonymes, voir Grossmann.
Marcel Grossmann (9 avril 1878 à Budapest, Autriche-Hongrie - 7 septembre 1936 à Zurich, Suisse) est un mathématicien suisse (fils d'un père suisse établi en Autriche-Hongrie). Il est surtout connu pour avoir aidé Albert Einstein à construire la théorie de la relativité générale.

## Biographie
Après avoir obtenu son doctorat en géométrie descriptive à l'Institut polytechnique de Zurich, devenu aujourd'hui École polytechnique fédérale de Zurich, il y devient professeur de mathématiques. En 1910, il cofonde la Société mathématique suisse dont il sera président en 1916-1917.
Collègue de classe à l'ETH et ami d'Albert Einstein, Grossmann a orienté de façon certaine Einstein vers les géométries non euclidiennes nécessaires à la construction de la théorie de la relativité générale. Il a donné à Einstein les outils pour maîtriser les tenseurs, objets mathématiques essentiels à la formulation de cette théorie. 
Ils ont rédigé ensemble l'un des premiers, sinon le premier, article sur la relativité générale : Entwurf einer verallgemeinerten Relativitätstheorie und einer Theorie der Gravitation. Pendant la rédaction de l'article, Grossmann s'occupe de la partie mathématique alors qu'Einstein s'occupe de la partie physique. Il a aussi rédigé avec Einstein un autre article sur la covariance.
La communauté des relativistes célèbre l'apport de Grossmann en organisant le Marcel Grossman Meetings tous les trois ans.